# Duminică
Duminica (în latină dies Dominica, în greacă Κυριακή ημέρα, transliterat: kyriakē hēmera, în traducere „ziua Domnului”) este ziua săptămânii dintre sâmbătă și luni.

## Culturi și limbaje
În iudaism și creștinism duminica este considerată ca prima zi a săptămânii. În greacă numele zilelor luni, marți, miercuri și joi ("Δευτέρα", "Τρίτη", "Τετάρτη" și "Πέμπτη") înseamnă „a Doua”, „a Treia”, „a Patra” respectiv „a Cincea”. Aceasta arată că duminica a fost numărată ca prima zi a săptămânii. O similaritate în vietnameză, zilele lucrătoare din săptămână sunt denumite: "Thứ Hai" (ziua a  doua), "Thứ Ba" (ziua a treia), "Thứ Tư" (ziua a patra), "Thứ Năm" (ziua a cincia), "Thứ Sáu" (ziua a sasea), "Thứ Bảy" (ziua a șaptea). Duminica este numită "Chủ Nhật," o formă coruptă a "Chúa Nhật" ce însemnă "Ziua Domnului". 
O formă similară a sistemului de numire a zilelor săptămânii mai apare în portugheză. Luni este "segunda-feira," care însemnă "ziua secundă," de asemeni arătând Duminica ("Domingo") să fie numărată ca prima ziua. Latina modernă folosește "feria secunda" pentru Luni.
Limbile slave numără implicit Luni ca ziua unu, nu doi. De exemplu, Poloneză are "czwartek" (a IV-a) pentru joi și "piątek" (a V-a) pentru vineri. În maghiară péntek (vineri) este un cuvânt împrumutat slavic, astfel corelarea cu cinci nu este evidentă vorbitorilor nativi. Maghiarii folosesc vasárnap pentru duminică, și însemnă: vasár (vāșar) adică târg și nap (nāp) adică zi („zi de târg”).
În limba malteză, datorită originii sale siculo-arabice, duminica este numită "Il-Ħadd," o corupere a lui "wieħed" care însemnă "unu". Luni este "It-Tnejn" care însemnă "doi". Similar marți este "It-Tlieta" (trei), miercuri este "L-Erbgħa" (patru) și joi este "Il-Ħamis" (cinci).
În ebraică zilele din săptămână sunt denumite: "יום ראשון" (yom rișon - ziua întâi), "יומ שני" (yom șayni - ziua a doua), "יום שלישי" (yom șliși - ziua a treia), "יום רבעי" (yom revi'i - ziua a patra), "יום חמישי" (yom chamiși - ziua a cincia), "יומ ששי" (yom Și’și - ziua a șasea), "יום שבת" (yom șavat - ziua odihnei).
În armeană, Luni este (Erkușabti) literal însemnă a II-a zi a săptămânii, Marți (Erekșabti) a III-a zi, Miercuri (Chorekșabti) a IV-a zi, Joi (Hingșabti) a V-a zi. Sâmbăta este (Șabat) care derivă din cuvântul ebraic Sabat ori Șavat în pronunție ebraică. Și "Kiraki or" (sau "giragi or") care derivă din cuvântul "Krak" (sau "krykh") care însemnă "foc" este Duminica, Soarelui Zi (în engleză Sunday), "Krak" descriind focul soarelui. Apostolul Ioan se mai referă la "Ziua Domnului" (în Greacă, cu τη Κυριακή ημέρα, "te Kuriaky heMera" de.ex.: Ziua Domnului) în Apocalipsa 1:10, care a devenit cuvântul armean pentru Duminică.
Totuși, în multe țări europeane calendarele aproape totdeauna arată Luni ca prima zi a săptămânii.
În calendarul persan Duminica este ziua secundă a săptămânii dar ei o numesc un număr unu și este deoarece prima zi care este Sâmbăta este numărată ca 00.

## În România
În România, duminica a devenit zi liberă în 1925, prin adoptarea Legii repausului duminical și în sărbătorile legale.